# Ultraman Ginga S der Film Showdown: Ultra 10 Krieger!
Ultraman Ginga S der Film Showdown: Ultra 10 Krieger! (jap. 劇場版 ウルトラマンギンガS 決戦! ウルトラ10勇士!!, Gekijōban Urutoraman Ginga Esu Kessen! Urutora Jū Yūshi!!) ist ein japanischer Tokusatsu-Superhelden-Film, der als Verfilmung der Ultra-Serie-Fernsehserie 2014 Ultraman Ginga S dient. Es wurde am 14. März 2015 in Japan veröffentlicht. und legal in englischer Synchronisation von der philippinischen Kinokette SM Cinema gezeigt. Der Film kam 2017 in den USA zusammen mit Ultraman X Der Film: Hier kommt es! Unser Ultraman als Doppelfeature heraus.

## Zusammenfassung
Bei Planet Juran bekämpft ein goldenes Wesen namens Etelgar den Ultraman Cosmos und besiegte ihn. Er beschwört seine Komplizin Arina auf seiner Handfläche und sperrt Kosmos in ihr Raumzeit-Schloss ein. Cosmos befreit Musashi schnell von ihm, doch zu ihrem Entsetzen fallen auch andere Ultra Warriors Opfer wie Tiga, Dyna, Gaia, Nexus, Max und Mebius. Ultraman Zero, der Etelgar in verschiedenen Dimensionen verfolgt, begegnet ihm und attackierte den Feind erneut. Aber dieser zieht sich zurück und sagt, dass Zero eher ein „Hauptgericht“ sei. Arina und Etelgar haben Ultraman Ginga, den Ultra-Krieger der Zukunft, auf der Reise gesehen.
Unterdessen feiern UPG-Mitglieder  die Rückkehr von Hikaru Raidō von seiner einjährigen Wanderschaft durch die Welt. Nachdem er den UPG-Mitgliedern Geschenke gegeben hat, wird ihm das neue Mitglied Sakuya vorgestellt. Sakuya wurde von Captain Jinno als Verbindungsperson zu Viktorianisch und Menschlichkeit und Mana gesichtet, der während des Angriffs von Vict Lugiel zerstört, aber später von Tomoya durch Abdrücke und Erinnerungen von ihrer Victorium Halskette wieder aufgebaut. Die Party wird durch einen Alarm unterbrochen. Dies führt seine Mitglieder schließlich zu einem riesigen Schloss in einer nahe gelegenen Stadt.  Arina geht auf die UPG-Mitglieder zu und lässt Ultraman Ginga erscheinen. Aber das Team greift sie stattdessen an. Arina enthüllt die Ultra Krieger in ihrem Gefangenen, bevor Musashi eintritt und sich der UPG anschließt, während sich Etelgar ebenfalls nähert. Victory erschien und kämpfte gegen Etelgar, bevor Hikaru ihm hilft und sich in Ultraman Ginga verwandelt. Etelgar jedoch widersteht den Angriffen. Bevor sie von Arina gefangen werden konnten, annullieren die beiden schnell ihre Verwandlungen, und Sakuya stellt ihnen eine Deckung zur Verfügung. Während dieser Zeit gibt ihre Victorium-Halskette eine Welle frei, die Arina einen gewaltigen Schmerz versetzt, bevor sie von Etelgar aufgegriffen wird.
Zurück auf der Live Base stellt sich Musashi als Gastgeber von Ultraman Cosmos vor und erzählte ihnen von Etelgars Mission, Ultra Warriors zu besiegeln. Captain Jinno versichert, dass die ganze UPG bereit sei, ihm zu helfen. Nachdem Etelar Arina von ihren Kopfschmerzen geheilt hatte, dringt sie in die Live Base ein und richtete ihre Aufmerksamkeit auf die Gastgeber von Ultraman Ginga und Victory. Während Arisa, Gōki und Mana gegen die Kriegerin kämpften, warf Sho seine Halskette, die Arina dazu brachte, ihre Sinne zurückzugewinnen. Als Hikaru sich und seine Ultraman-Identität vorstellt, erinnert sich Arina panisch an ihre Vergangenheit: Vor langer Zeit wurde ihr Planet Zandt von Ultraman Ginga zerstört, bis Etelgar und sein Raumzeit-Schloss sie gerettet haben. Musashi enthüllt, dass ihre Geschichte eine Erfindung von Etelgar ist, die sie zu seiner Eroberung führen ließ. Said ist angekommen und hat Arina wieder unter seine Kontrolle gebracht. Obwohl sie  anfänglich darauf abzielten, Ginga und Victory anzugreifen, erscheint Zero stattdessen aus einem schwarzen Loch und trifft ihn schnell. Nach einem kurzen Handgemenge versucht Zero Final Ultimate Zero zu benutzen, aber der Angriff zerstörte nur seinen Schal und seine Maske. Neben Arina ziehen sich die beiden in das Raumzeit-Schloss zurück. Sie senden eine Warnung an Hikaru, sich innerhalb von zwei Stunden zu ergeben, da sonst die gefangenen Ultra-Krieger zerstört würden.
Nachdem Tomoya Arinas Spiegel analysiert hat, entdeckte er, dass sowohl der Spiegel als auch das Victorium die gleiche Frequenz haben. Durch die Verwendung des Victoriums zu dem Zweck, den Spiegel zu zertrümmern, können sie alle eingesperrten Ultra Warriors befreien. Musashi schickt Hikaru und Sho in einem Training von Ultraman Zero, die ihnen Handschellen anlegt, in der Absicht, sie zur Zusammenarbeit zu überreden. Der Rest der UPG-Mitglieder und Musashi werden stattdessen zur Mission geschickt, während Shepherdons Spark Doll von Sho zur Verfügung gestellt wird. Aber Etelgar nimmt sie bis auf Musashi in Haft und lässt ihn gegen Arina kämpfen. Sobald das Training abgeschlossen ist, verwandeln sich ihre Handschellen in ihre wahren Formen, die Ultra Fusion Brace zurück. Wie Zero erzählt, wurde ihnen das Objekt von Ultraman King, der legendären Gestalt des Landes des Lichts, anvertraut. Hikaru überbringt seinen Kameraden die Nachricht von seinem und Shos Erfolg. Er gibt ihnen die Kraft, gegen ihre Albträume zu kämpfen und schließlich aufzuwachen, indem er Shepherdons Kraft benutzt, um die Ultra Warriors freizulassen. Musashi gesellt sich wieder zu Kosmos und folgt den fliehenden Ultra Kriegern, die ihre Kräfte der Ultra Fusion Brace in Hikarus Besitz übergeben.
Als die Dinge seine Erwartungen übertreffen, manipuliert Etelgar die Ängste der Bürger und schafft eine gigantische Kopie von Dark Lugiel. Hikaru und Sho führen den Ultra Touch aus und bringen einen Ultra Warrior hervor, der aus der Kombination ihres Alter Ego resultiert: Ultraman Ginga Victory. Die neue Figur kommt leicht durch Dark Lugiels Angriff und zerstört ihn über Ginga Victory Breaker. Zusammen mit dem Rest der Heisei Ultra Warriors marschiert die Gruppe zum Turm. Etelgar aber erschafft mehrere Kopien ihrer vergangenen Feinde und lässt Cosmos und Ginga Victory die obere Ebene erreichen. Etelgar und Arina greifen sie mit ihrer ganzen Stärke an, bis Cosmos Eclipse-Modus annimmt und Arina von Etelgars Einfluss säuberte. Durch Hikarus Überredungskunst gelingt es Arina, ihre Erinnerungen wiederzugewinnen und schließlich von Kosmos aus Sicherheit zu bringen, während Ginga Victory den Kampf wieder aufnimmt. Die anderen Ultra Warriors gewinnen ihre Kämpfe und Ginga Victory jagt Etelgar in den Weltraum. Jetzt endlich realisiert er seine wahren Motive hinter den Fängen der Ultra Warriors, die auf ihre Verbundenheit mit der Menschheit zurückzuführen sind, bevor sie ihn endgültig mit Ultra Fusion Shoot beenden. Der Rest der Ultra Warriors zerstörte bald die Raumzeit-Schloss mit Übergangsbildung.
Als der Rest der Heisei Ultras zurückkehrt, bringt Musashi / Cosmos Arina  mit, nachdem er UPG, Hikaru und Show die Sicherheit der Erde anvertraut hat. Sho wird später in die Reihen der UPG aufgenommen, und der Rest der Crew salutierte den Zuschauern nach dem Abspann.

## Besetzung

### Japanische Besetzung
Schauspieler
- Hikaru Raidō (Japanisch:礼堂 ヒカル)/Ultraman Ginga (Japanisch:ウルトラマンギンガ): Takuya Negishi (Japanisch:根岸 拓哉 )[1]
- Sho (ショウ Shō)/Ultraman Victory (Japanisch:ウルトラマンビクトリー): Kiyotaka Uji (Japanisch:宇治 清高)[1]
- Arina (アレーナ Arēna): Arisa Komiya (小宮 有紗 Komiya Arisa)[1]
- Musashi Haruno (Japanisch:春野ムサシ)/Ultraman Cosmos (Japanisch:ウルトラマンコスモス): Taiyo Sugiura (Japanisch:杉浦 太陽)[1]
- Arisa Sugita (Japanisch:杉田 アリサ): Yukari Taki (Japanisch:滝 裕可里)[1]
- Gōki Matsumoto (Japanisch:松本 ゴウキ): Takahiro Kato (Japanisch:加藤 貴宏 )[1]
- Tomoya Ichijōji (一条寺 友也): Takuya Kusakawa (草川 拓弥)[1]
- Sakuya (Japanisch:サクヤ): Rina Koike (Japanisch:小池 里奈)[1]
- Mana (Japanisch:マナ): Moga Mogami (Japanisch:最上 もが)[1]
- Queen Kisara (Japanisch:キサラ女王): Mirai Yamamoto (Japanisch:山本 未來)
- Yoshiaki Jinno (Japanisch:陣野 義昭): Ryuichi Ohura (Japanisch:大浦 龍宇一)

### Englische Synchronisation
- Hikaru Raido / Ultraman Ginga: Nicholas Clark
- Sho/Ultraman Victory: Bryan Forrest
- Arina: Beth Ann Sweeze
- Musashi Haruno/Ultraman Cosmos: Paul Stanko
- Arisa Sugita: Lisle Wilkerson
- Gōki Matsumoto: John Katona
- Tomoya Ichijōji: Chad Comey
- Sakuya: Annie Knudsen
- Mana: Lib Campbell
- Yoshiaki Jinno: William Winckler
- Ultraman Zero: Daniel Van Thomas
- Ultraman Dyna: Bradford Hill
- Ultraman Gaia: Chris Cleveland
- Ultraman Mebius: Nicholas Manelick
- Ultraman Tiga: Jay Dee Witney
- Ultraman Nexus: Joe Chambrello
- Ultraman Max, Spark Gerätestimme: Frank Gerrish
- Etelgar: G. Larry Butler

### Deutsche Synchronisation
Im August 2018 kooperieren die deutsche Version des Films der Interopa Film GmbH mit Mediengruppe RTL Deutschland.  Die deutsche Version wird im März 2019 erscheinen.

## Spin-off
Ultra-Kampf-Sieg der Miniserie wurde als Spin-off des Films veröffentlicht.

## Titelsong
- Lied von Ultraman Victory 2015 (japanisch: ウルトラマンビクトリーの歌 2015)
  - Lyrics: Kiyoshi Okazaki (japanisch: 岡崎 聖)
  - Zusammensetzung & Anordnung: Takao Konishi
  - Künstler: Voyager mit Hikaru & Show (Takuya Negishi & Kiyotaka Uji) feat. Takamiy
- Das Lied von Ultraman Ginga 2015 (japanisch: ウルトラマンギンガの歌 2015)
  - Lyrics: Hideki Tama, Kiyoshi Okazaki (japanisch: 岡崎 聖)
  - Zusammensetzung & Anordnung: Takao Konishi
  - Künstler: Voyager mit Hikaru & Show (Takuya Negishi & Kiyotaka Uji) feat. Takamiy